# Glagolju
Glagolju (ili glagoli, glagoljon; stsl. glagoljǫ) je naziv za slovo glagoljice i stare ćirilice. 
Koristilo se za zapis glasa /g/, te u glagoljici i ćirilici kao broj 4. Slovo nalikuje grčkom slovu γ (gama), koje je mogući uzor.
Standard Unicode i HTML ovako predstavljaju slovo glagolju u glagoljici:
|                       | Unikod | Unikod                            | HTML     | HTML | izgled ovisi o pregledniku | poveznice (engl.)                |
| k. točka              | naziv  | kod                               | entitet  |      | izgled ovisi o pregledniku | poveznice (engl.)                |
| --------------------- | ------ | --------------------------------- | -------- | ---- | -------------------------- | -------------------------------- |
| veliko slovo glagolju | U+2C03 | GLAGOLITIC CAPITAL LETTER GLAGOLI | &#x2C03; | nema | Ⰳ                          | detaljni podaci test preglednika |
| malo slovo glagolju   | U+2C33 | GLAGOLITIC SMALL LETTER GLAGOLI   | &#x2C33; | nema | ⰳ                          | detaljni podaci test preglednika |

## Napomene
1. ↑  Nazivi glagoljskih slova izvorno su na staroslavenskome, koji ima neke glasove kojih u hrvatskome nema. Prilagodba originalnih naziva na hrvatski nije jednoznačna. Nazivi ovdje su prema tablici u Hrvatskoj općoj enciklopediji, svezak 4, »Glagoljica«, s tim da se nazalni glasovi ę i ǫ, koji se u enciklopediji bilježe kao en i on, zamjenjuju s e i u, što su najčešći odrazi tih glasova u hrvatskom (stsl. imę, rǫka prema hrv. ime, ruka). To donekle odstupa od uvriježenih naziva u dijelu literature.

## Vanjske poveznice
- Definicija glagoljice u standardu Unicode (PDF) (eng.)
- Stranica R. M. Cleminsona, s koje se može instalirati font Dilyana koji sadrži glagoljicu po standardu Unicode (eng.)